# Плач Сербији
Плач Сербији је песма Захарија Орфелина која је написана 1761. и у којој је изражен антиаустријски дух и тежња Срба за слободом након сеобе.

## Анализа песме
Песма има облик монолога, а средишња тема је јадање због беде и патње у којој су Срби запали после сеобе. Плач Сербији садржи велики број мотива, слика, мисли, емоција. У њој је сећање на прошлост, славу, угодност, велики народ, силне цареве, храбре витезове, богате и лепе градове. Носталгија за прошлошћу утолико је већа, што јој се супротставља контраст садашњости и прошлости. „Ах, Сербије побједне“ и „Ах, Сербије жалосне“.
У овој песми писац је искрено проговорио о судбини српској у Хабзбуршкој монархији у 18. веку не стидећи се да плаче и кука истовремено указујући на пут ослобођења јединства, процвата. Последња строфа је песимистичка, нажалост истина али и субјективни став пишчев.

### Стилске фигуре
Песма је изграђена по принципу контраста. Недаће српског народа: разорени градови, нестанак владара, нема вође, оборена оружја, некадашњи пријатељи постали непријатељи. У несрећи сви су је заборавили и напустили. Срби немају школе, цркве опустошене, живе у мраку.
У тексту се јавља хипербола и то у "Само Бог може да помогне Србији" и апострофа "О Боже".

## Песма
Песма говори о некадашњем сјају Србије и критикује сународнике који заборављају свој национални идентитет.
ПЛАЧ СЕРБИЈИ

јејаже сини в различнија государства расјејали сја
Како стаде Сербија, славна и угодна,

са множеством народа бивша прође плодна,

пресилнима царева и храбри солдати,

сад у ропство другима морала се дати.
Плачући, ах, прегорко, плачем се дан и ноћ,

моју терзам утробу, јер ја нејмам помоћ:

који су ми од најпре добри друзи били,

сад су ми се велики врази појавили.
Славни моји цареви и вожди велики,

с моји храбри витези и сини толики,

оштрим мачем падоше у својој держави.

Ах, на жалост горку ми остах ја без слави!
Морала сам већ поћи ја к већ различним царем,

горке сузе лијући мећем се у јарем.

Сви се мени ругају и хлу сви кажу:

"Ето наша робиња!" - а бреме налажу.
Серпске моје границе и земље ридајут

что храбри ми витези туд не пројезжајут.

Разорени градови сви пусти већ стали,

куле бојне српске све и дворови пали.
Ах, несрећа моја до ада ме сведе,

свако веће зло своје спустив на ме седе.

Уви мени несрећној! Гди су цари моји?

Гди војводе преславне са храбрими воји?
Једна чада у Турској, а посвуда друга

стењут љуто, жалосно, - ах, прегорка туга!

По толикој ја слави и мојој храбрости,

поругана стала сам, - о, моје жалости!
Сав се дух мој у мени прегорко вазмути,

терзајући с', утроба срце ми преврати.

Врази моји проклети мене преварише,

радост моју посљедњу навјек заточише.
Сви веће врази моји руками пљескајут,

хулно звижде на мене, а злобно глас дајут:

"То ли она преславна Сербија у свијету?

Сад слушкиња наша бист, дала с' нам под пету."
И сви моју пророци славу возљубили,

с чадми моји у ропству мене оставили;

добро опшче презрјевше, преко мене гледе,

само о том пекут се да славу насљеде.
Оружија сва моја враг мој затупио,

перо своје са мојом сабљом заоштрио:

у крв моју умаче, на ме злобу пише,

чада моја ногами газећ, злобом дише.
Потоке већ от суза лијет око моје,

јербо срце жалости испуштава своје:

изнемогла снага сва, пун је свак жалости,

јер сам се ја лишила моје све храбрости.
Добри моји синови ни у што сви стали,

оружија са плећи врагом дат морали;

сисе они змијеве сисати гоне се,

са свих страна вражије напасти боје се.
Восток, запад, полуноћ бојали се мене,

славне, храбре Сербије, бивше тогда једне;

а сад сједим жалосна, у ропству тужећи,

и за мојом храбростју прегорко плачући.
Помрачи се и вид мој, руки ослабили,

згубила сам и снагу, сасвим ме сатрли.

Славна моја сва храброст на Косову паде,

а тко ће ме утјешит, нејма тога саде.
Стреле своје на мене врази напрегоше,

очи моје и срце најпре избодоше;

покрај мене тко ходи слободно ме стреља,

шкрипе зуби на мене, - то је свима жеља.
Косе моје на сабљу врази моји вијут

и ногама тлачу ме, а по лицу бијут;

чада моја прогоне, Марсу љуту дају,

и тим срцу мојему жалости задају.
Зубе су ми избили и одсјевки хране,

отрови поје мене и сине ми јадне;

и дан и ноћ труде се да у јаму своју,

ах, Србије жалосна, баце душу твоју.
Гди су сад ближњи моји? И сестра остави,

сасвим мене презрјела, помоћи не јави.

Ах, Сербије пребједна! Сви тебе презрјели,

и сосједи и друзи већ те оставили.
Но и сами синови моји веће стали

јогунасти, свирепи, и тугу ми дали;

трзају ми утробу, сами се сви смели,

а не знаду у што се вјековјечно свели.
Шарке пушке и бритке сабље положили

пред ногама врагов си, имати мислили

каквог тиме покоја илити слободе,

но нејмајућ свој вожда, ништа не находе.
Ученија нејмаду, оружје згубили,

и врагами сатрени, себе помрачили;

у поданство пали свуд, у велике беде,

носе бреме велико, а јоштер не виде.
Цркве моје пропале от слободе своје, -

утјесњени левити, жалосно срце моје!

Врази чада к трећему обору нагоне,

различними мукама к западу догоне.
Старешине све моје клоне се на страну,

сви, по мраку ходећи, мене саму јадну

остављају на муках, ах, жалости моја!

Ах, Сербије пребједна! Гдје надежда твоја?
Ризи с мене њекоји моји раздераше,

и нагу ме державним на срам објавише;

себи славе тражећи, мене удручајут,

само что державније јешчем м' зашчишчајут.
Тко ми може довољно жарких суза дати

ову моју несрећу довијека плакати?

Више нејмам надежде, развје моју жалост

сам ти, вишњи, о Боже, премјени на радост!

## Књижевни узор
Орфелин је ову песму написао по узору на библијски плач пророка Јеремије (Стари завет). Јеремија плаче над опустошеним и осрамоћеним Јерусалимом који је разорио и освојио Вавилонски владар Навукодоносор (586. п. н. е.), а Орфелин над поробљеном Србијом чији су се синови рађали у 18. веку.